# Xã hội
Xã hội là một nhóm những cá nhân liên quan đến tương tác xã hội một cách thường xuyên, hoặc một nhóm xã hội lớn có chung lãnh thổ không gian hoặc xã hội, thường chịu cùng thẩm quyền chính trị và các kỳ vọng văn hóa chi phối. Các xã hội được đặc trưng bởi các mô hình mối quan hệ (quan hệ xã hội) giữa các cá nhân có chung một nền văn hóa và thể chế đặc biệt; một xã hội nhất định có thể được mô tả là tổng số các mối quan hệ như vậy giữa các thành phần của nó. Trong khoa học xã hội, một xã hội lớn hơn thường thể hiện các mô hình phân tầng hoặc thống trị trong các nhóm nhỏ.
Các xã hội xây dựng các mô hình hành vi bằng cách coi các hành động hoặc lời nói nhất định là chấp nhận hoặc không thể chấp nhận. Những mô hình hành vi trong một xã hội nhất định được gọi là chuẩn mực xã hội. Các xã hội, và các quy tắc của họ, trải qua những thay đổi dần dần và vĩnh viễn.
Trong chừng mực hợp tác, một xã hội có thể cho phép các thành viên của mình được hưởng lợi theo những cách mà nếu không sẽ khó khăn trên cơ sở cá nhân; do đó, cả lợi ích cá nhân và xã hội (chung) đều có thể được phân biệt hoặc trong nhiều trường hợp được tìm thấy trùng lặp. Một xã hội cũng có thể bao gồm những người cùng chí hướng bị chi phối bởi các chuẩn mực và giá trị của chính họ trong một xã hội thống trị, lớn hơn. Điều này đôi khi được gọi là văn hóa nhóm, một thuật ngữ được sử dụng rộng rãi trong tội phạm học.
Rộng hơn, và đặc biệt là trong tư tưởng cấu trúc, một xã hội có thể được minh họa như một cơ sở hạ tầng kinh tế, xã hội, công nghiệp hoặc văn hóa, bao gồm, nhưng khác biệt với một tập hợp các cá nhân khác nhau. Về mặt này, xã hội có thể có nghĩa là các mối quan hệ khách quan mà con người có với thế giới vật chất và với những người khác, chứ không phải là "những người khác" ngoài cá nhân và môi trường xã hội quen thuộc của họ.

## Khái niệm
Xã hội, nói chung, giải quyết thực tế là một cá nhân có phương tiện khá hạn chế như một đơn vị tự trị. Những con vật họ người luôn là những động vật xã hội nhiều hơn (Bonobo, Homo, Pan) hoặc ít hơn (Gorilla, Pongo), vì vậy những tình huống giống Robinson Crusoe là hư cấu hoặc những trường hợp góc bất thường đối với sự phổ biến của bối cảnh xã hội đối với con người, những người rơi vào giữa xã hội và eusocial trong phổ của đạo đức động vật.
Thuyết tương đối văn hóa như một cách tiếp cận rộng rãi hoặc đạo đức đã thay thế phần lớn các khái niệm "nguyên thủy", tốt hơn / tồi tệ hơn hoặc "tiến bộ" liên quan đến văn hóa (bao gồm văn hóa vật chất / công nghệ và tổ chức xã hội).
Theo nhà nhân chủng học Maurice Godelier, một điều mới lạ quan trọng trong xã hội, trái ngược với họ hàng sinh học gần nhất của loài người (tinh tinh và bonobos), là vai trò của cha mẹ được con đực tiếp nhận, mà người ta cho rằng sẽ không có mặt trong họ hàng gần nhất của chúng ta. khi mà việc xác định cha của các con non là không thể.

### Trong khoa học chính trị
Xã hội cũng có thể được cấu trúc chính trị. Theo thứ tự tăng kích thước và sự phức tạp, có các băng nhóm, bộ lạc, tù trưởng và xã hội nhà nước. Những cấu trúc này có thể có mức độ quyền lực chính trị khác nhau, tùy thuộc vào môi trường văn hóa, địa lý và lịch sử mà các xã hội này phải đối mặt. Do đó, một xã hội biệt lập hơn với cùng trình độ công nghệ và văn hóa như các xã hội khác có nhiều khả năng tồn tại hơn một xã hội gần với những người khác có thể xâm phạm tài nguyên của họ. Một xã hội không thể đưa ra một phản ứng hiệu quả cho các xã hội khác mà nó cạnh tranh thường sẽ được đưa vào văn hóa của xã hội cạnh tranh.

### Trong xã hội học

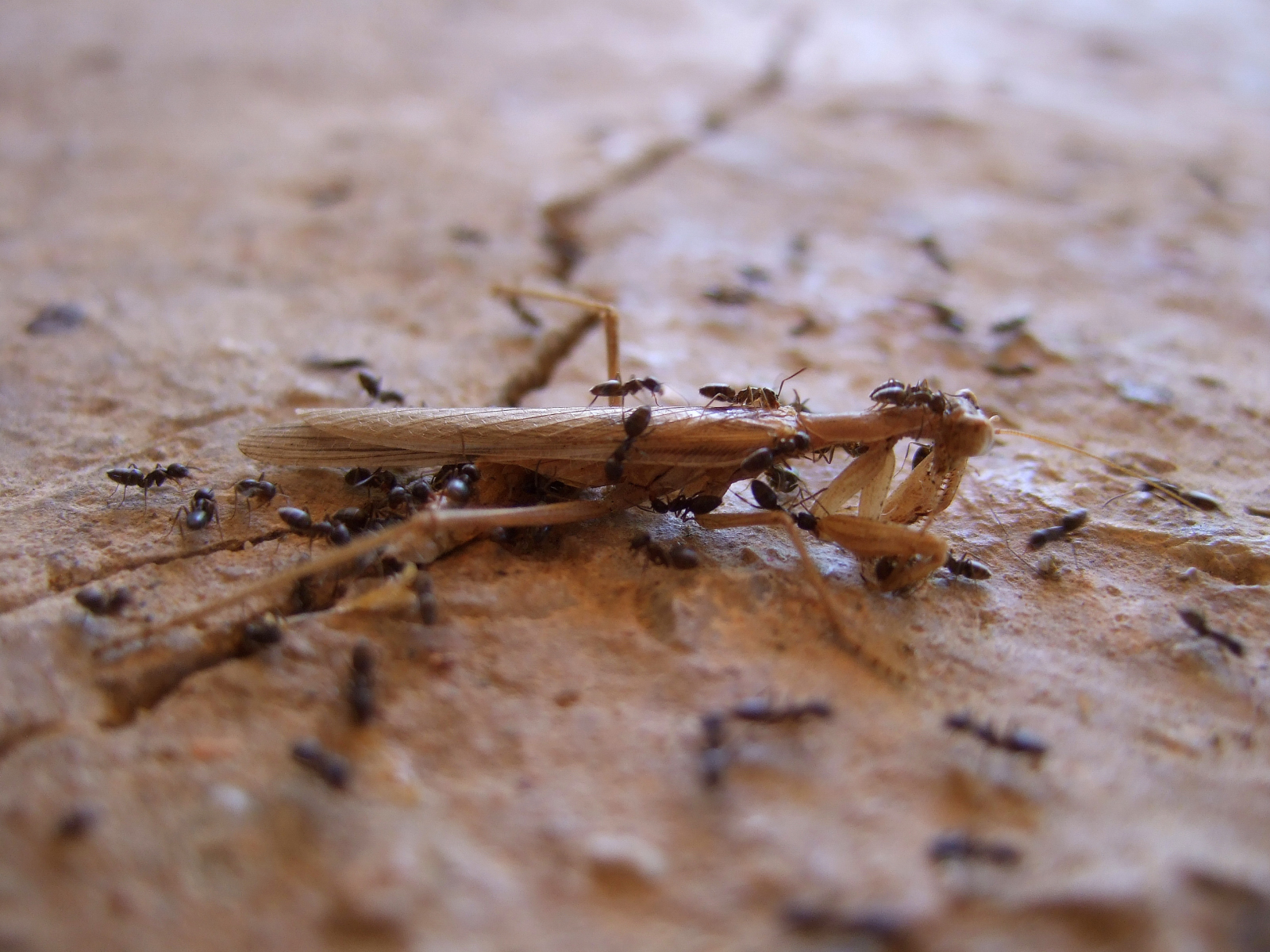
Nhóm xã hội cho phép các thành viên của mình được hưởng lợi theo những cách mà không thể có thể trên cơ sở cá nhân. Do đó, cả mục tiêu cá nhân và xã hội (chung) đều có thể được phân biệt và xem xét. Hình chụp một quần thể kiến (formicidae) với đạo đức xã hội.

Nhà xã hội học Peter L. Berger định nghĩa xã hội là "... một sản phẩm của con người, và không có gì ngoài một sản phẩm của con người, mà liên tục tác động đến các nhà sản xuất của nó." Theo ông, xã hội được tạo ra bởi con người, nhưng sự sáng tạo này quay trở lại và tạo ra hoặc nhào nặn con người mỗi ngày.

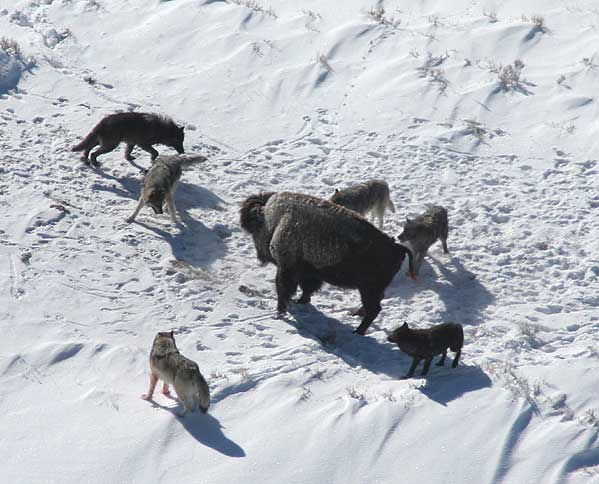
Sói (Canis lupus) với quần thể có đạo đức xã hội

Nhà xã hội học Gerhard Lenski phân biệt các xã hội dựa trên trình độ công nghệ, truyền thông và kinh tế của họ: (1) thợ săn và hái lượm, (2) nông nghiệp đơn giản, (3) nông nghiệp tiên tiến, (4) công nghiệp và (5) đặc biệt (ví dụ: xã hội đánh cá hoặc xã hội hàng hải). Hệ thống này tương tự như hệ thống được phát triển trước đó bởi các nhà nhân chủng học Morton H. Fried, một nhà lý luận xung đột và Elman Service, một nhà lý thuyết hội nhập, người đã tạo ra một hệ thống phân loại cho các xã hội trong tất cả các nền văn hóa của con người dựa trên sự tiến hóa của bất bình đẳng xã hội và vai trò của nhà nước. Hệ thống phân loại này chứa bốn loại:
- Các nhóm săn bắt hái lượm (phân loại nhiệm vụ và trách nhiệm). Rồi đến xã hội nông nghiệp.
- Các xã hội bộ lạc trong đó có một số trường hợp hạn chế về cấp bậc xã hội và uy tín.
- Cấu trúc phân tầng, được các thủ lĩnh lãnh đạo.
- Các nền văn minh, với hệ thống phân cấp xã hội phức tạp và các chính phủ có tổ chức, có tổ chức.

Ngoài ra, còn có:
- Nhân loại, loài người, dựa trên tất cả các yếu tố của xã hội, bao gồm cả niềm tin của xã hội.
- Xã hội ảo, một xã hội dựa trên danh tính trực tuyến, đang phát triển trong thời đại thông tin.

Theo thời gian, một số nền văn hóa đã tiến tới các hình thức tổ chức và kiểm soát phức tạp hơn. Sự phát triển văn hóa này có ảnh hưởng sâu sắc đến các mô hình cộng đồng. Các bộ lạc săn bắn hái lượm định cư xung quanh kho lương thực theo mùa để trở thành làng nông nghiệp. Làng phát triển để trở thành thị trấn và thành phố. Các thành phố biến thành các quốc gia thành phố và quốc gia.
Nhiều xã hội phân phối rộng rãi theo lệnh của một số cá nhân hoặc một số nhóm lớn hơn. Kiểu hào phóng này có thể được nhìn thấy trong tất cả các nền văn hóa đã biết; thông thường, uy tín tích lũy cho cá nhân hoặc nhóm hào phóng. Ngược lại, các thành viên của một xã hội cũng có thể tránh xa hoặc giơ đầu chịu báng bất kỳ thành viên của xã hội nào vi phạm của các chuẩn mực. Các cơ chế như tặng quà, mối quan hệ đùa giỡn và chọn người làm dê tế thần, có thể được nhìn thấy trong nhiều loại hình nhóm con người, có xu hướng được thể chế hóa trong một xã hội. Sự tiến hóa xã hội như một hiện tượng mang theo nó một số yếu tố có thể gây bất lợi cho dân số mà nó phục vụ.
Một số xã hội ban trạng thái của một cá nhân hoặc một nhóm người khi cá nhân hoặc nhóm đó thực hiện một hành động được xã hội ngưỡng mộ hoặc mong muốn. Loại công nhận này được ban tặng dưới dạng tên, tiêu đề, cách ăn mặc hoặc phần thưởng bằng tiền. Trong nhiều xã hội, tình trạng nam hay nữ trưởng thành phải tuân theo một nghi thức hoặc quá trình thuộc loại này. Hành động vị tha trong lợi ích của nhóm lớn hơn được nhìn thấy trong hầu hết các xã hội. Các hiện tượng của hành động cộng đồng, trốn tránh, ghê tởm, hào phóng, chia sẻ rủi ro và phần thưởng là phổ biến cho nhiều hình thức của xã hội.

## Phân loại
Xã hội là những nhóm xã hội khác nhau theo chiến lược sinh tồn, cách con người sử dụng công nghệ để cung cấp nhu cầu cho chính họ. Mặc dù con người đã thành lập nhiều loại xã hội trong suốt lịch sử, các nhà nhân học có xu hướng phân loại các xã hội khác nhau theo mức độ mà các nhóm khác nhau trong xã hội có quyền truy cập bất bình đẳng vào các lợi thế như tài nguyên, uy tín hoặc quyền lực. Hầu như tất cả các xã hội đã phát triển một số mức độ bất bình đẳng trong nhân dân của họ thông qua quá trình phân tầng xã hội, phân chia các thành viên của một xã hội thành các cấp độ với sự giàu có, uy tín hoặc quyền lực không đồng đều. Các nhà xã hội học phân loại xã hội theo ba loại lớn: tiền công nghiệp, công nghiệp và hậu hiện đại.

### Tiền công nghiệp
Trong một xã hội tiền công nghiệp, sản xuất thực phẩm, được thực hiện thông qua việc sử dụng lao động của con người và động vật, là hoạt động kinh tế chính. Những xã hội này có thể được phân chia theo mức độ công nghệ và phương pháp sản xuất thực phẩm của họ. Các phân khu này là săn bắn và hái lượm, mục vụ, làm vườn, nông nghiệp và phong kiến.

#### Săn bắn và hái lượm

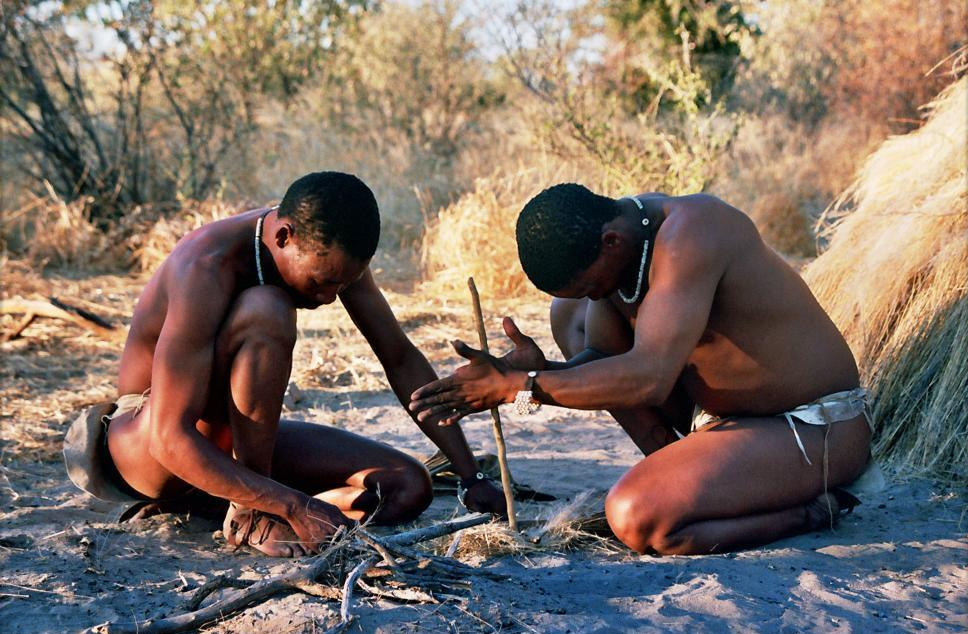
Người San ở Botswana bắt đầu đốt lửa bằng tay.

Hình thức chính của sản xuất thực phẩm trong các xã hội như vậy là bộ sưu tập thực vật hoang dã hàng ngày và săn bắn động vật hoang dã. Những người săn bắn hái lượm di chuyển liên tục để tìm kiếm thức ăn. Kết quả là, họ không xây dựng các ngôi làng cố định hoặc tạo ra nhiều loại cổ vật và thường chỉ tạo thành các nhóm nhỏ như các băng nhóm và bộ lạc. Tuy nhiên, một số xã hội săn bắn và hái lượm ở những khu vực có nguồn tài nguyên dồi dào (như người tlingit) sống trong các nhóm lớn hơn và hình thành các cấu trúc xã hội phân cấp phức tạp như tù trưởng. Nhu cầu di chuyển cũng giới hạn quy mô của các xã hội này. Họ thường bao gồm ít hơn 60 người và hiếm khi vượt quá 100. Các trạng thái trong bộ lạc tương đối bình đẳng và các quyết định được đưa ra thông qua thỏa thuận chung. Các mối quan hệ ràng buộc bộ lạc phức tạp hơn so với các nhóm. Lãnh đạo là cá nhân có sức lôi cuốn, và được sử dụng cho các mục đích đặc biệt chỉ trong xã hội bộ lạc. Không có cơ quan chính trị nào chứa đựng quyền lực thực sự, và một người đứng đầu chỉ là một người có ảnh hưởng, một loại cố vấn; do đó, hợp nhất bộ lạc cho hành động tập thể không phải là chính phủ. Gia đình tạo thành đơn vị xã hội chính, với hầu hết các thành viên có liên quan đến nhau bằng cách sinh hoặc kết hôn. Loại hình tổ chức này đòi hỏi gia đình phải thực hiện hầu hết các chức năng xã hội, bao gồm cả sản xuất và giáo dục.

#### Mục súc
Mục súc là một hình thức sinh hoạt hiệu quả hơn một chút. Thay vì tìm kiếm thức ăn hàng ngày, các thành viên của một xã hội mục vụ dựa vào động vật chăn gia súc để đáp ứng nhu cầu thực phẩm của họ. Những người chăn gia súc sống một cuộc sống du mục, di chuyển đàn gia súc của họ từ đồng cỏ này sang đồng cỏ khác. Bởi vì nguồn cung cấp thực phẩm của họ đáng tin cậy hơn nhiều, các xã hội mục vụ có thể hỗ trợ dân số lớn hơn. Vì có thặng dư thực phẩm, nên cần ít người hơn để sản xuất thực phẩm. Do đó, sự phân công lao động (chuyên môn hóa của các cá nhân hoặc nhóm trong việc thực hiện các hoạt động kinh tế cụ thể) trở nên phức tạp hơn. Ví dụ, một số người trở thành thợ thủ công, sản xuất công cụ, vũ khí và trang sức, trong số các mặt hàng khác có giá trị. Việc sản xuất hàng hóa khuyến khích thương mại. Giao dịch này giúp tạo ra sự bất bình đẳng, vì một số gia đình có được nhiều hàng hóa hơn những người khác. Những gia đình này thường có được quyền lực thông qua sự giàu có của họ. Việc truyền tài sản từ thế hệ này sang thế hệ khác giúp tập trung sự giàu có và quyền lực. Theo thời gian xuất hiện các thủ lĩnh di truyền, hình thức chính phủ điển hình trong các xã hội mục súc.

#### Làm vườn
Trái cây và rau được trồng trong các mảnh vườn đã được dọn sạch từ rừng hoặc rừng cung cấp nguồn thực phẩm chính trong một xã hội làm vườn. Những xã hội này có trình độ công nghệ và sự phức tạp tương tự như xã hội mục vụ. Một số nhóm làm vườn sử dụng phương pháp đốt và đốt để trồng trọt. Thảm thực vật hoang dã bị cắt và đốt, và tro được sử dụng làm phân bón. Những người làm vườn sử dụng lao động của con người và các công cụ đơn giản để canh tác đất trong một hoặc nhiều mùa. Khi đất đai trở nên cằn cỗi, những người làm vườn dọn dẹp một âm mưu mới và rời khỏi âm mưu cũ để trở lại trạng thái tự nhiên. Họ có thể trở lại vùng đất ban đầu vài năm sau đó và bắt đầu lại quá trình. Bằng cách xoay các mảnh vườn của họ, những người làm vườn có thể ở trong một khu vực trong một khoảng thời gian khá dài. Điều này cho phép họ xây dựng các làng bán vĩnh viễn hoặc vĩnh viễn. Quy mô dân số của một ngôi làng phụ thuộc vào diện tích đất canh tác; do đó, các ngôi làng có thể dao động từ khoảng 30 người đến 2000 người.
Cũng như các xã hội mục súc, thực phẩm dư thừa dẫn đến sự phân công lao động phức tạp hơn. Vai trò chuyên biệt trong các xã hội làm vườn bao gồm thợ thủ công, pháp sư (lãnh đạo tôn giáo) và thương nhân. Chuyên môn hóa vai trò này cho phép mọi người tạo ra một loạt các đồ tạo tác. Như trong các xã hội mục vụ, thực phẩm dư thừa có thể dẫn đến sự bất bình đẳng về sự giàu có và quyền lực trong các hệ thống chính trị làm vườn, được phát triển do tính chất ổn định của cuộc sống làm vườn.

#### Nông nghiệp

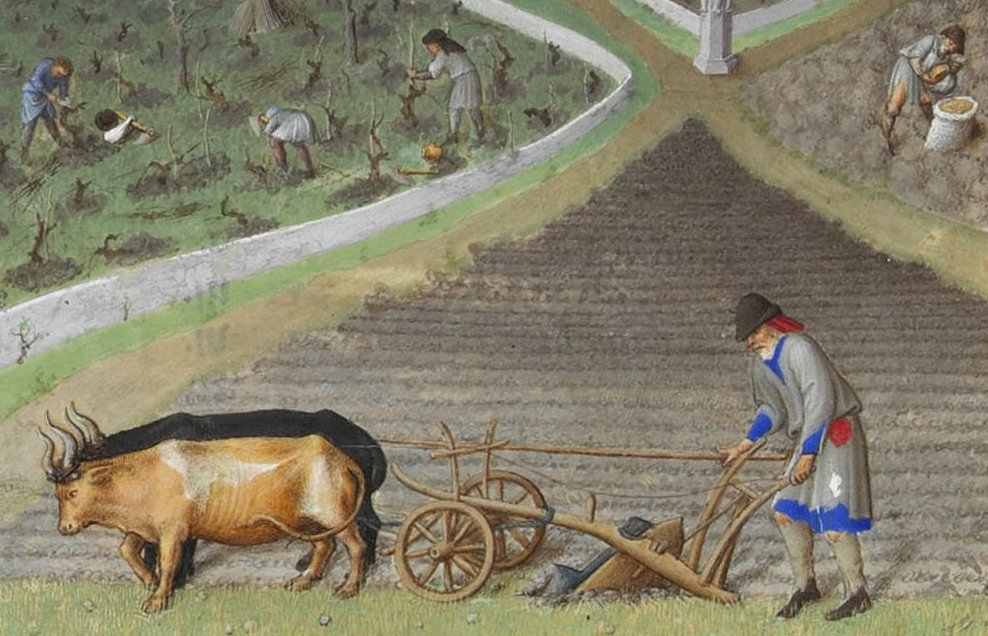
Cày do bò kéo trong thế kỷ 15

Các xã hội nông nghiệp sử dụng tiến bộ công nghệ nông nghiệp để canh tác cây trồng trên một diện tích lớn. Các nhà xã hội học sử dụng cụm từ cách mạng nông nghiệp để chỉ những thay đổi công nghệ xảy ra từ cách đây 8.500 năm dẫn đến việc trồng trọt và chăn nuôi gia súc. Sự gia tăng nguồn cung cấp thực phẩm sau đó dẫn đến dân số lớn hơn so với các cộng đồng trước đó. Điều này có nghĩa là một khoản thặng dư lớn hơn, dẫn đến việc các thị trấn trở thành trung tâm thương mại hỗ trợ các nhà cai trị, nhà giáo dục, thợ thủ công, thương nhân và các nhà lãnh đạo tôn giáo không phải lo lắng về việc sắp xếp việc phân phối thức ăn.
Mức độ phân tầng xã hội lớn hơn xuất hiện trong các xã hội nông nghiệp. Ví dụ, phụ nữ trước đây có địa vị xã hội cao hơn vì họ chia sẻ lao động bình đẳng hơn với nam giới. Trong các xã hội săn bắn và hái lượm, phụ nữ thậm chí còn thu thập nhiều thức ăn hơn đàn ông. Tuy nhiên, khi các cửa hàng thực phẩm được cải thiện và phụ nữ đảm nhận vai trò ít hơn trong việc cung cấp thực phẩm cho gia đình, họ ngày càng trở thành cấp dưới của đàn ông. Khi các làng và thị trấn mở rộng sang các khu vực lân cận, xung đột với các cộng đồng khác chắc chắn xảy ra. Nông dân cung cấp cho các chiến binh thực phẩm để đổi lấy sự bảo vệ chống lại sự xâm lược của kẻ thù. Một hệ thống những người cai trị có địa vị xã hội cao cũng xuất hiện. Giới quý tộc này đã thiết lập các đội chiến binh để bảo vệ xã hội khỏi sự xâm lược. Theo cách này, giới quý tộc đã tìm cách trích xuất hàng hóa từ các thành viên "nhỏ hơn" trong xã hội.

#### Phong kiến

Giáo sĩ, hiệp sĩ và nông dân; một ví dụ về xã hội phong kiến

Chế độ phong kiến là một hình thức xã hội dựa trên quyền sở hữu đất đai. Không giống như nông dân ngày nay, các chư hầu dưới chế độ phong kiến nhất định canh tác đất đai của lãnh chúa của họ. Để đổi lấy sự bảo vệ của quân đội, các lãnh chúa đã khai thác nông dân để cung cấp lương thực, hoa màu, đồ thủ công, sự tôn kính và các dịch vụ khác cho chủ sở hữu đất. Các bất động sản của hệ thống của chế độ phong kiến thường là đa quốc gia; gia đình nông dân có thể đã canh tác đất đai của lãnh chúa của họ qua nhiều thế hệ.

### Công nghiệp
Giữa thế kỷ 15 và 16, một hệ thống kinh tế mới xuất hiện bắt đầu thay thế chế độ phong kiến. Chủ nghĩa tư bản được đánh dấu bằng sự cạnh tranh mở trong một thị trường tự do, trong đó các phương tiện sản xuất thuộc sở hữu tư nhân. Thăm dò châu Mỹ của châu Âu trở thành một động lực cho sự phát triển của chủ nghĩa tư bản. Sự ra đời của kim loại lạ, lụa và gia vị đã kích thích hoạt động thương mại lớn trong các xã hội châu Âu.
Các xã hội công nghiệp phụ thuộc nhiều vào máy móc chạy bằng nhiên liệu để sản xuất hàng hóa. Điều này tạo ra sự gia tăng mạnh mẽ hơn nữa về hiệu quả. Hiệu quả sản xuất của cuộc cách mạng công nghiệp tăng lên thậm chí còn dư thừa lớn hơn trước. Bây giờ thặng dư không chỉ là hàng nông sản, mà còn là hàng sản xuất. Thặng dư lớn hơn này khiến tất cả những thay đổi được thảo luận trước đó trong cuộc cách mạng thuần hóa trở nên rõ rệt hơn.
Một lần nữa, dân số bùng nổ. Tăng năng suất làm nhiều hàng hoá có sẵn cho tất cả mọi người. Tuy nhiên, sự bất bình đẳng càng trở nên lớn hơn so với trước đây. Sự tan vỡ của các xã hội phong kiến dựa vào nông nghiệp khiến nhiều người rời bỏ đất đai và tìm kiếm việc làm trong các thành phố. Điều này tạo ra một sự dư thừa lớn lao động và mang lại cho các nhà tư bản rất nhiều lao động có thể được thuê với mức lương cực thấp.

### Hậu công nghiệp
Xã hội hậu công nghiệp là xã hội bị chi phối bởi thông tin, dịch vụ và công nghệ nhiều hơn là sản xuất hàng hóa. Các xã hội công nghiệp tiên tiến hiện đang chứng kiến sự thay đổi theo hướng gia tăng các ngành dịch vụ so với sản xuất và sản xuất. Hoa Kỳ là quốc gia đầu tiên có hơn một nửa lực lượng lao động làm việc trong các ngành dịch vụ. Các ngành dịch vụ bao gồm chính phủ, nghiên cứu, giáo dục, y tế, bán hàng, luật và ngân hàng.

## Sử dụng đương đại
Thuật ngữ "xã hội" hiện đang được sử dụng để bao hàm cả một số ý nghĩa chính trị và khoa học cũng như một loạt các hiệp hội.

### Phương Tây
Sự phát triển của thế giới phương Tây đã mang theo những khái niệm mới nổi về văn hóa, chính trị và ý tưởng phương Tây, thường được gọi đơn giản là "xã hội phương Tây". Về mặt địa lý, nó bao gồm ít nhất là các quốc gia Tây Âu, Bắc Mỹ, Úc và New Zealand. Nó đôi khi cũng bao gồm Đông Âu, Nam Mỹ và Israel.
Các nền văn hóa và lối sống của tất cả những người này bắt nguồn từ Tây Âu. Tất cả họ đều được hưởng nền kinh tế tương đối mạnh và chính phủ ổn định, cho phép tự do tôn giáo, đã chọn dân chủ làm hình thức quản trị, ủng hộ chủ nghĩa tư bản và thương mại quốc tế, chịu ảnh hưởng nặng nề của các giá trị Judeo-Christian và có một số hình thức liên minh hoặc hợp tác chính trị và quân sự.

### Thông tin

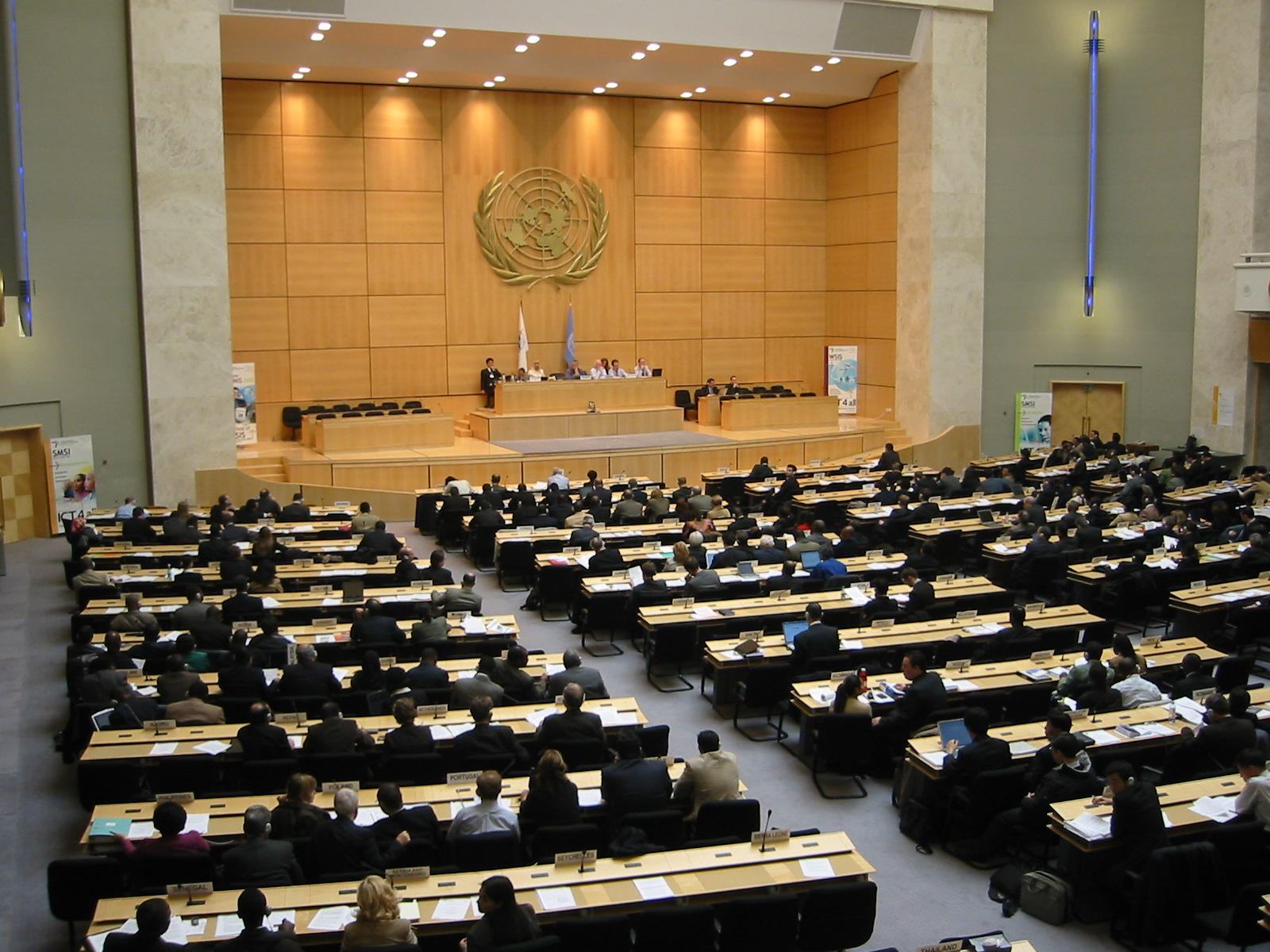
Hội nghị thượng đỉnh thế giới về xã hội thông tin, Geneva

Mặc dù khái niệm xã hội thông tin đã được thảo luận từ những năm 1930, nhưng trong thế giới hiện đại, nó hầu như luôn được áp dụng cho cách thức mà công nghệ thông tin đã tác động đến xã hội và văn hóa. Do đó, nó bao gồm các tác động của máy tính và viễn thông đối với gia đình, nơi làm việc, trường học, chính phủ và các cộng đồng và tổ chức khác nhau, cũng như sự xuất hiện của các hình thức xã hội mới trong không gian ảo.
Một trong những lĩnh vực quan tâm của Liên minh Châu Âu là xã hội thông tin. Ở đây các chính sách hướng tới việc thúc đẩy một nền kinh tế kỹ thuật số mở và cạnh tranh, nghiên cứu công nghệ thông tin và truyền thông, cũng như ứng dụng của chúng để cải thiện hòa nhập xã hội, dịch vụ công cộng và chất lượng cuộc sống.
Hội nghị thượng đỉnh thế giới về xã hội thông tin của Hiệp hội viễn thông quốc tế ở Geneva và Tunis (2003 và 2005) đã dẫn đến một số lĩnh vực chính sách và ứng dụng với các hành động được dự kiến thực hiện.

### Tri thức
Khi quyền truy cập vào các nguồn thông tin điện tử tăng lên vào đầu thế kỷ 21, sự chú ý đặc biệt đã được mở rộng từ xã hội thông tin đến xã hội tri thức. Một phân tích của chính phủ Ireland cho biết: "Khả năng thao túng, lưu trữ và truyền tải một lượng lớn thông tin với giá rẻ đã tăng với tốc độ đáng kinh ngạc trong những năm gần đây. Số hóa thông tin và tính phổ biến liên quan của Internet đang tạo điều kiện cho một cường độ mới trong việc áp dụng kiến thức vào hoạt động kinh tế, đến mức nó trở thành yếu tố chính trong việc tạo ra sự giàu có. Có đến 70 đến 80 phần trăm tăng trưởng kinh tế hiện được cho là do kiến thức mới và tốt hơn. " 
Công dụng khác
Người dân của nhiều quốc gia thống nhất bởi các truyền thống chính trị và văn hóa, tín ngưỡng hoặc giá trị chung đôi khi cũng được cho là hình thành một xã hội (như Judeo-Christian, phương Đông và phương Tây). Khi được sử dụng trong bối cảnh này, thuật ngữ này được sử dụng như một phương tiện tương phản hai hoặc nhiều "xã hội" mà các thành viên đại diện cho các thế giới quan xung đột và cạnh tranh thay thế.
Một số hiệp hội học thuật, chuyên nghiệp và khoa học tự mô tả là xã hội (ví dụ, Hiệp hội toán học Hoa Kỳ, Hiệp hội kỹ sư xây dựng Hoa Kỳ hoặc Hiệp hội Hoàng gia).
Ở một số quốc gia, ví dụ như Hoa Kỳ, Pháp và Mỹ Latinh, thuật ngữ "xã hội" được sử dụng trong thương mại để biểu thị sự hợp tác giữa các nhà đầu tư hoặc bắt đầu kinh doanh. Trong Vương quốc Anh, quan hệ đối tác không được gọi xã hội, nhưng hợp tác xã hoặc tổ chức hỗ trợ lẫn nhau thường được gọi là xã hội (ví dụ như các xã hội thân thiện và xây dựng xã hội).

## Tổ chức xã hội

### Khái niệm tổ chức xã hội
Tổ chức xã hội là một dạng nhóm thứ cấp khá phổ biến. Theo nghĩa rộng, tổ chức xã hội chỉ bất kể tổ chức nào trong xã hội. Theo nghĩa hẹp, tổ chức xã hội chính là một tiểu hệ thống xã hội trong một tổ chức xã hội nào đó. Xã hội là một cấu trúc tổ chức lớn trong đó bao gồm các tổ chức cấu trúc nhỏ hơn, như vậy tổ chức xã hội là sự sắp xếp chọn lọc tạo thành một tổ hợp cấu trúc tôn trọng trong xã hội, được chấp nhận tồn tại trong xã hội con người.

### Loại hình xã hội
Xã hội loài người thường được tổ chức theo nghĩa gốc của chúng "Sự tồn tại": các nhà khoa học về Xã hội nhận ra xã hội bắt nguồn từ tiến trình phát triển xã hội: "xã hội săn bắt - sống bầy đàn", xã hội sống di cư - di tản sống ngày đây mai đó không cố định một nơi nhất định mưu sinh bằng lao động nông nghiệp như chăn nuôi gia súc, xã hội sống bằng nghề trồng trọt để mưu sinh hay còn được gọi là quần xã mưu sinh bằng nghề làm vườn, và cũng có thể gọi là xã hội nông nghiệp, sự tiến triển và thay đổi đó còn được gọi là "nền văn minh" nhân loại. Một số khác quan tâm đến nền công nghiệp trực tiếp và trạm trung gian - có nghĩa là thu mua lại về sử dụng hay thu mua lại về phân phối lại cho cá nhân, tổ chức khác - xã hội (tầng lớp) này không phù hợp với truyền thống của quần thể (tầng lớp) nông nghiệp; xã hội công nghiệp. Loại hình xã hội còn được định dạng bởi các thể chế xã hội, tạo nên các định dạng ra các loại hình của một xã hội.

### Nghi thức xã hội
Nhiều xã hội sẽ được phân bổ rộng hơn, làm theo mệnh lệnh chỉ thị của những cá nhân hay nhóm người khác lớn hơn. Sự rộng lượng này được tìm thấy ở sự hiểu biết về văn hóa; điển hình là uy tín và vai trò văn hóa sinh ra từ sự rộng lượng của từng cá nhân hoặc từng nhóm người.

### Bổn phận xã hội
Một vài cộng đồng sẽ trao tặng một vị trí cho một vài cá nhân hoặc một nhóm người rộng hơn, khi cá nhân hay tập thể đó hành động đáng khâm phục hay cống hiến lớn; loại "danh hiệu" này được trao tặng bởi các thành viên của cộng đồng đó cho cá nhân hoặc tổ chức dưới hình thức danh nghĩa, tước hiệu, quần áo, hay tiền thưởng... Đàn ông thường rất muốn thực hiện việc này và nhận phần thưởng sau đó, mắc cho những nguy hiểm trong cuộc sống của họ. Hành động bởi một vài cá nhân hay một tập thể lớn nhân danh một lý tưởng của nền văn hóa họ được nhìn nhận bởi cả cộng đồng.

### Đặc trưng xã hội
Thậm chí những xã hội nguyên thủy cũng biểu lộ những đặc điểm của các hoạt động mang tính chất xã hội, cao cả, và phân chia công bằng (cả rủi ro và thắng lợi), giống như các nền văn minh với công nghệ cao hơn.

### Tín ngưỡng
Nhiều dân tộc ở nhiều quốc gia thống nhất bởi những truyền thống, niềm tin hay giá trị về văn hóa và chính trị chung, những dân tộc này đôi khi cũng được gọi là một xã hội (ví dụ như Judeo-Christian, Eastern, Western,...) Sử dụng trong văn cảnh này cụm từ được sử dụng theo nghĩa đối lập với hai hay nhiều "xã hội" có những thành viên tiêu biểu cho những quan điểm thế giới đang mâu thuẫn và tranh cãi.

### Giáo dục
Ngoài ra, một số tổ chức học thuật, nghiên cứu hay mang tính học giả và các đoàn hội như Hội toán học Mĩ, coi họ như là một xã hội. Tại Anh, những tổ chức như thế này thường hoạt động phi lợi nhuận và hoạt động từ thiện. Trong khoa học, người ta phân loại theo kích cỡ thành các hội khoa học quốc gia như hội hoàng gia, thành các hội lịch sử tự nhiên mang tính địa phương. Xã hội học thuật có thể quan tâm đến những chủ đề rộng như nghệ thuật, khoa học nhân văn và khoa học.

### Định nghĩa thương mại
Ở Mĩ và Pháp, cụm từ "society" được dùng trong thương mại để chỉ một hiệp hội giữa những nhà đầu tư hay để bắt đầu một công việc kinh doanh. Tại Anh, các hiệp hội không gọi là societies nhưng các hợp tác xã hay các tổ đổi công thường được gọi là societies (như là các tổ đổi công thân thiện thân thiện hay các hợp tác xã xây dựng

## Bản thể
Một ghi chú liên quan là vẫn còn nhiều tranh luận về tuần hoàn xã hội, tuần hoàn thế giới nếu có tồn tại một thực thể mà chúng ta có thể gọi là xã hội. một số học thuyết Mac xít, như Louis Althusser, Ernesto Laclau và Slavoj Zizek đã tranh luận rằng xã hội chỉ là kết quả của hệ tư tưởng cầm quyền trong một hệ thống giai cấp nào đó, và không nên sử dụng xã hội là một khái niệm xã hội. Định nghĩa của Mac về xã hội là một tổng hợp của các mối quan hệ xã hội giữa những thành viên của một cộng đồng đối lập với những cách hiểu về viễn cảnh của chủ nghĩa siêu hình: xã hội chỉ đơn giản là tống hợp những cá nhân trong một khu vực.